# Gwardzista (pismo)
Gwardzista – organ centralny Dowództwa Głównego Gwardii Ludowej a następnie Armii Ludowej.
Dwutygodnik Gwardzista (z mottem Nic nie złamie walki Narodu Polskiego) wydawany był konspiracyjnie w Warszawie w latach 1942-1944 jako organ centralny GL i AL. Ogółem wydanych zostało 42 numery. Pierwszy był powielany a pozostałe drukowane. Pismo redagowali między innymi: Józef Mrozek, Michał Ekler, Michał Tetmajer i Stanisław Nowicki.  Gwardzista zapoczątkował wydawanie podobnych pism noszących tytuły: Trybuna Wolności i Trybuna Chłopska.